# Amorophaga cryptophori
Amorophaga cryptophori är en fjärilsart som beskrevs av Clarke 1940. Amorophaga cryptophori ingår i släktet Amorophaga och familjen äkta malar. Inga underarter finns listade i Catalogue of Life.